# BAFTA za najbolji scenarij
Slijedi popis filmova koji su osvoji nagradu BAFTA za najbolji scenarij od 1968. do danas. Od 1983. nagrada se podijelila na dvije kategorije: na najbolji adaptirani i izvorni scenarij.

## Najbolji izvorni scenarij

### 2020.-te
- 2022. - Duhovi otoka - Martin McDonagh
- 2021. - Licorice Pizza - Paul Thomas Anderson
- 2020. - Djevojka koja obećava - Emerald Fennell

### 2010.-te
- 2019. - Parazit - Han Jin Won, Bong Joon-Ho
- 2018. - Miljenica - Deborah Davis, Tony McNamara
- 2017. - Tri plakata izvan grada - Martin McDonagh
- 2016. - Manchester by the Sea - Kenneth Lonergan
- 2015. - Spotlight - Tom McCarthy, Josh Singer
- 2014. - Hotel Grand Budapest - Wes Anderson
- 2013. - Američka prevara - David O. Russell, Eric Warren Singer
- 2012. - Odbjegli Django - Quentin Tarantino
- 2011. - Umjetnik - Michel Hazanavicius
- 2010. - Kraljev govor - David Seidler

### 2000.-te
- 2009. - Narednik James - Mark Boal
- 2008. - Kriminalci na godišnjem - Martin McDonagh
- 2007. - Juno - Diablo Cody
- 2006. - Mala Miss Amerike - Michael Arndt
- 2005. - Fatalna nesreća - Paul Haggis, Robert Moresco
- 2004. - Vječni sjaj nepobjedivog uma - Charlie Kaufman
- 2003. - Agent na stanici - Thomas McCarthy
- 2002. - Razgovaraj s njom - Pedro Almodóvar
- 2001. - Amelie - Guillaume Laurant, Jean-Pierre Jeunet
- 2000. - Korak do slave - Cameron Crowe

### 1990.-te
- 1999. - Biti John Malkovich - Charlie Kaufman
- 1998. - Trumanov Show - Andrew Niccol
- 1997. - Nil na ustima - Gary Oldman
- 1996. - Tajne i laži - Mike Leigh
- 1995. - Privedite osumnjičene - Christopher McQuarrie
- 1994. - Pakleni šund -  Quentin Tarantino, Roger Avary
- 1993. - Beskrajni dan - Danny Rubin, Harold Ramis
- 1992. - Muževi i supruge -  Woody Allen
- 1991. - Iskreno, ludo, duboko -  Anthony Minghella
- 1990. - Nuovo Cinema Paradiso  -  Giuseppe Tornatore

### 1980.-te
- 1989. - Kada je Harry sreo Sally -  Nora Ephron
- 1988.  - Udaljeni svijet -  Shawn Slovo
- 1987. - Htio bi da si tu -  David Leland
- 1986.  - Hannah i njene sestre -  Woody Allen
- 1985. - Grimizna ruža Kaira -  Woody Allen
- 1984. - Broadway Danny Rose -  Woody Allen
- 1983. - Kralj komedije -  Paul D. Zimmerman

## Najbolji adaptirani scenarij

### 2020.-te
- 2022. - Na Zapadu ništa novo - Edward Berger, Lesley Paterson i Ian Stokell
- 2021. - CODA - Siân Heder
- 2020. - Otac - Christopher Hampton, Florian Zeller

### 2010.-te
- 2019. - Jojo Rabbit - Taika Waititi
- 2018. - Crni član KKKlana - Spike Lee, David Rabinowitz i dr.
- 2017. - Zovi me po imenu - James Ivory
- 2016. - Lav - Luke Davies
- 2015. - Oklada stoljeća - Adam McKay, Charles Randolph
- 2014. - Teorija svega - Anthony McCarten
- 2013. - Philomena - Steve Coogan, Jeff Pope
- 2012. - U dobru i u zlu - David O. Russell
- 2011.- Dečko, dama, kralj, špijun - Peter Straghan, Bridget O'Connor
- 2010.- Društvena mreža  - Aaron Sorkin

### 2000.-te
- 2009.- Ni na nebu, ni na zemlji  - Jason Reitman i Sheldon Turner
- 2008.- Milijunaš s ulice  - Simon Beaufoy
- 2007.- Skafander i leptir  - Ronald Harwood
- 2006.- Posljednji kralj Škotske  - Peter Morgan, Jeremy Brock
- 2005. -  Planina Brokeback  -  Larry McMurtry, Diana Ossana
- 2004.  -  Stranputica  -  Alexander Payne, Jim Taylor
- 2003.  -  Gospodar prstenova: Povratak kralja  -  Fran Walsh, Philippa Boyens, Peter Jackson
- 2002. -  Adaptacija  -  Charlie Kaufman
- 2001.  -  Shrek  -  Ted Elliott, Terry Rossio, Joe Stillman, Roger S.H. Schulman
- 2000.  -  Traffic  -  Stephen Gaghan

### 1990.-te
- 1999.  -  Kraj afere  -  Neil Jordan
- 1998.  -  Predsjedničke boje  -  Elaine May
- 1997. -  Romeo + Juliet  -  Craig Pearce, Baz Luhrmann
- 1996.  -  Engleski pacijent  -  Anthony Minghella
- 1995.  -  Trainspotting  -  John Hodge
- 1994. -  Kviz Show  -  Paul Attanasio
- 1993. -  Schindlerova lista  -  Steven Zaillian
- 1992. -  Igrač  -  Michael Tolkin
- 1991.  -  The Commitments  -  Dick Clement, Ian La Frenais, Roddy Doyle
- 1990. -  Dobri momci  -  Nicholas Pileggi, Martin Scorsese

### 1980.-te
- 1988.  -  Nepodnošljiva lakoća postojanja  -  Jean-Claude Carrière, Philip Kaufman
- 1987. -  Jean de Florette  -  Claude Berri, Gérard Brach
- 1986.  -  Moja Afrika  -  Kurt Luedtke
- 1985.  -  Čast Prizzijevih  -  Richard Condon, Janet Roach
- 1984.  -  Polja smrti  -  Bruce Robinson
- 1983. -  Vručina i prašina  -  Ruth Prawer Jhabvala

## Najbolji scenarij
- 1982  - Nestanak -  Costa-Gavras, Donald Stewart
- 1981  - Gregoryjeva djevojka -  Bill Forsyth
- 1980 - Dobrodošli, g. Chance -  Jerzy Kosinski

### 1970.-te
- 1979. - Manhattan -  Woody Allen, Marshall Brickman
- 1978.  - Julia (1977) -  Alvin Sargent
- 1977. - Annie Hall -  Woody Allen, Marshall Brickman
- 1976.  - Bugsy Malone -  Alan Parker
- 1975.  - Alice više ne stanuje ovdje -  Robert Getchell
- 1974.  - Kineska četvrt -  Robert Towne  ; Posljednja zapovijed -  Robert Towne
- 1973.  - Diskretan šarm buržoazije -  Luis Buñuel, Jean-Claude Carrière
- 1972. - Bolnica -  Paddy Chayefsky ; Posljednja kino predstava -  Larry McMurtry, Peter Bogdanovich
- 1971. - The Go-Between -  Harold Pinter
- 1970.  - Butch Cassidy i Sundance Kid  -  William Goldman

### 1960.-te
- 1969.  - Ponoćni kauboj -  Waldo Salt
- 1968.  - Diplomac -  Calder Willingham, Buck Henry

## Vanjske poveznice
- IMDb - Popis svih dobitnika BAFTE  Arhivirana inačica izvorne stranice od 11. travnja 2010. (Wayback Machine)